# Oton III., car Svetog Rimskog Carstva
Oton III. (njemački Otto III.) (* sredina srpnja 980. u Kesselu, Nizozemska; † 23. ili 24. siječnja 1002. u Paternu, Italija).
Sin cara Otona II. i bizantske princeze Teofano; rimsko-njemački kralj od 983., rimsko-njemački car (996. – 1002.). 

## Mladost i pobuna Henrika Svadljivog
Oton je već u dobi od tri godine izabran i okrunjen za njemačkoga kralja. Budući da je iste godine umro njegov otac regenticom je postala njegova majka Teofano. To je pokušao iskoristiti bavarski vojvoda Henrik Svadljivi koji se 984. pobunio te sam proglasio kraljem. No naišao je na široku opoziciju tako da je još iste godine morao priznati Otona za kralja.

## Doba regentstva
Teofano je vladala umjesto svoga maloljetnog sina sve do svoje smrti godine 991. Njezina vladavina donijela je kratko razdoblje unutrašnjeg mira u Njemačkoj i Italiji, a vanjske opasnosti s istoka umanjio je rat između češkoga kneza Boleslava II. i poljskog kneza Mješka I. u kojemu je Mješko preoteo Boleslavu dio poljskih zemalja koje je Češka prije bila osvojila nakon čega je ona zapala u unutrašnju krizu. Nakon smrti carice Teofano regentsku vlast preuzela je Otonova baka Adelheid, udovica cara Otona I. Oton je 994. proglašen punoljetnim, a sljedeće je godine sam preuzeo vlast. 

## Samostalan vladar
Oton III. bio je po majci Grk, odgojen u klasičnom duhu. Stoga je smatrao svojom najvažnijom dužnosti da u Rimu stekne carsku krunu i vlada u tradiciji Rima i Bizanta. Pripremivši vojsku on je u veljači 996. krenuo na svoju prvu vojnu na Italiju te je ušao u Rim. Tamo je za papu nakon smrti Ivana XV. iste godine dao za papu izabrati svoga rođaka Brunu Karantanskog koji je uzeo ime Grgur V. i bio prvi papa Nijemac. Grgur ga je 21. svibnja 996. u Bazilici svetog Petra okrunio za njemačko-rimskog cara. Papa Grgur energično je ustao protiv simonije (prodavanja crkvenih službi) i drugih poroka tadašnjeg svećenstva. Time je izazvao nezadovoljstvo pa je urotom rimske svjetovne aristokracije 997. svrgnut, a za protupapu je postavljen Ivan XVI. To je prisililo cara na drugi pohod na Italiju 998. u kojem je pobijedio buntovnike i vratio Grgura V. na položaj. Protupapa Ivan pokušao je pobjeći, ali je uhvaćen, oslijepljen, osakaćen i u sramotnoj povorci na magarcu vođen Rimom nakon čega je doživotno zatvoren u jedan rimski samostan. Takva careva okrutnost izazvala je u Rimu zgražanje. Kad je papa Grgur već iduće godine umro, car je za novoga papu dao izabrati nadbiskupa Ravene Gilberta koji je kao papa uzeo ime Silvestar II. Novi je papa smatrao da je borba za istinski kršćanski život čovječanstva najvažnija zadaća Crkve i da joj državna vlast treba u tome biti branič i potpora. Zbog toga je smatrao da Carstvo ne smije oružanom silom osvajati tuđe poganske zemlje nego ih mora misionarenjem pridobiti za kršćanstvo, ostavljajući im pritom političku autonomiju u očekivanju da će ih pripadnost kršćanskoj vjeri sjediniti u sveopću zajednicu s kršćanskom carskom vlašću na čelu. Na temelju tih načela i bliže konkretnoj stvarnosti svoga vremena, car se trudio izgraditi takve odnose prema svojim istočnim susjedima Mađarskoj, Poljskoj i Češkoj. Čak je 997. otišao na hodočašće u poljsko Gnjezno gdje se poklonio posmrtnim ostacima biskupa sv. Adalberta (Vojtjeha) koji je kao misionar poginuo u Pruskoj. Godine 1000. osnovana je u Gnjeznu nadbiskupija, a car je poljskome knezu Boleslavu Hrabrom dopustio da se okruni za kralja i dao mu status saveznika. 
Oton se nakon toga vratio u Rim gdje je u skladu sa svojom koncepcijom vladanja stolovao okružen bizantskim ceremeonijalom. Državnu upravu također je organizirao po bizantskon uzoru pri čemu je upravno sjedinio Njemačku i Italiju želeći učvrstiti unutrašnje jedinstvo države. Pri tomu je sve više Talijana dolazilo na visoke položaje u Njemačkoj.

## Smrt
Otonova vladavina u Rimu gdje je nastojao suzbiti utjecaj tamošnje aristokracije, njegovo favoriziranje Crkve i velika papina strogost u provođenju reformi, te njegova borba protiv svećeničkih poroka izazvala je pobunu u gradu tako da je car morao potajno pobjeći iz Rima na sjever Italije. Oton III. je pripremajući i treći pohod na Rim umro od malarije u tvrđavi Paterno između 23. i 24. siječnja 1002. u 22. godini života bez djece. Pokopan je u Aachenu.  Naslijedio ga je rođak Henrik II.

## Značaj
Oton III. jedan je od najkontroverznijih ali i najistaknutijih njemačkih srednjovjekovnih vladara. Malo poslije njegove smrti počelo ga se zvati, kako svjedoči jedan latinski izvor, "čudom svijeta" (mirabilis mundi). Njegova ideja o obnovi Rimskog Carstva (restauratio imperii) s Rimom kao glavnim gradom doživjela je neuspjeh zbog otpora u Njemačkoj i u Rimu. Upravo se u doba Otona III. kristalizira nova slika o kršćanskom vladaru. On ne samo da mora biti milosrdan poput Krista nego i sam treba voditi pobožan, kontemplativan i asketski način života u duhu redovničkih ideala. Oton je u tom duhu poduzeo nekoliko hodočašća i ispod vladarske odjeće nosio pokorničku odjeću. 